# Late Night with Conan O'Brien
Pour les articles homonymes, voir Late Night.
Le Late Night with Conan O'Brien /leɪt naɪt wɪθ ˈkoʊnən əˈbɹaɪən/ est une émission de télévision américaine, de format late-night show, présentée par l'humoriste Conan O'Brien et diffusée en troisième partie de soirée sur le réseau de télévision NBC. L'émission, deuxième édition du concept Late Night créé par David Letterman, a été diffusée du 13 septembre 1993 au 20 février 2009. 
L'émission de Conan avait originellement été créée afin de remplacer l'ancienne émission Late Night with David Letterman, lorsque celui-ci a quitté NBC pour CBS afin de concurrencer le Tonight Show de Jay Leno sur NBC avec sa propre émission : Late Show with David Letterman.
En 2009, O'Brien est choisi pour animer le Tonight Show, diffusé juste avant le Late Night, où Jimmy Fallon remplace Conan.

## Historique

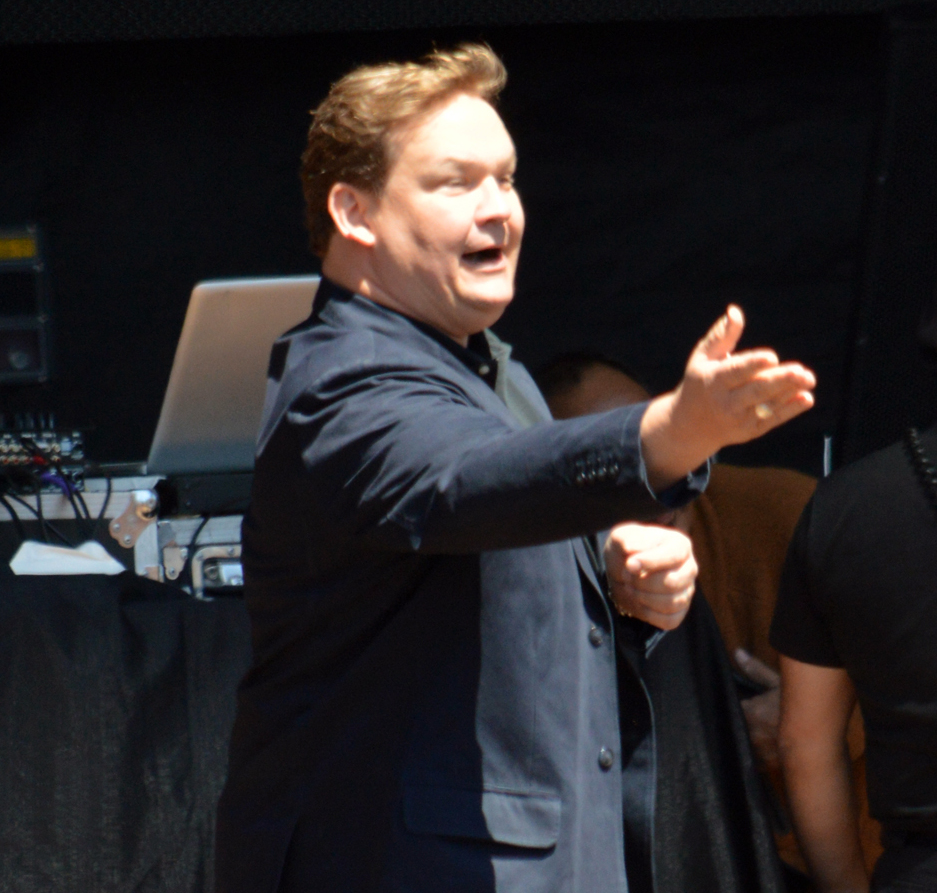
Andy Richter a été le faire-valoir de Conan de 1993 à 2000.

### Des débuts difficiles
John Goodman est le premier invité de l'émission le 13 septembre 1993 et il y reçoit d'ailleurs une médaille « First Guest ».
Au tout début de l'émission, en 1993, l'audience n'était pas du tout au rendez-vous. Elle était même catastrophique, ce qui était dû, d'après les médias de l'époque, au manque de savoir-faire et d'expérience de Conan à la télévision. Durant cette période, Conan ne voyait son contrat renouvelé que de semaine en semaine, et à maintes reprises l'émission a failli être annulée, mais, NBC n'ayant personne à disposition pour le remplacer, il a pu rester à l'antenne. L'expérience aidant, les audiences progressèrent et après trois ans d'incertitude, l'émission fut assurée de continuer. 
Lors du 10e anniversaire de l'émission, Mr. T remit à Conan une médaille en forme de 7. Ce dernier s'étonna « 7? Mais, nous sommes à l'antenne depuis 10 ans ! ». Ce à quoi Mr. T répondit « Je sais ! Mais tu n'es marrant que depuis sept ans ! ».

### Conan et la grève des scénaristes
Le 2 novembre 2007, à la suite de la grève des scénaristes américains qui demandaient une rémunération plus importante sur les produits dérivés de séries, tous les Late Night se sont arrêtés aux États-Unis. Après plus de deux mois d'arrêt (le plus long hiatus qu'ait connu l'émission d'O'Brien depuis ses débuts en 1994), Conan revint à l'antenne le 2 janvier 2008, date à laquelle la grève des scénaristes n'est toujours pas arrêtée.
Il a déclaré avant la reprise de l'émission dans un communiqué de la chaîne NBC sur laquelle il officie, qu'il a décidé de reprendre l'émission sans quoi plus de 100 personnes perdraient leur travail, ce qu'il ne souhaitait pas. En revanche, la grève continuant, Conan est revenu à l'antenne sans ses scénaristes, même s'il les mentionnent souvent au début de son émission, en disant combien il les regrettent et espérant qu'ils obtiennent ce qu'ils demandent.
Le manque de scénaristes est flagrant, et tous les gags humoristiques qui comblent généralement les 20 premières minutes de l'émission
ont disparu. À la place, Conan demande à son audience si elle a des questions a lui poser, s'amuse à battre son record en essayant de faire tourner le plus longtemps possible son anneau de fiançailles sur lui-même... Il en profite dans l'émission du 3 janvier, pour découvrir et par la même occasion faire découvrir une partie de son studio qu'il n'avait jamais visité. Il use également des séquences vidéo tournées pendant les deux mois de grève dans les studios.
Conan est revenu à l'antenne avec une barbe, qu'il explique comme étant sa façon de soutenir les scénaristes à distance. David Letterman s'est également fait pousser la barbe et la porte dans son émission, Late Show with David Letterman. Conan est désormais le seul animateur de Late Night avec une barbe, David Letterman ayant rasé la sienne dans son émission le 7 janvier.

### Fin de l'émission
Les deux dernières semaines du programme ont été composées de best-of des meilleurs moments de l'émission. Beaucoup d'invités qui ont marqué le show les années précédentes en ont profité pour faire des apparitions.
La dernière émission, diffusée le 20 février 2009, était exceptionnellement plus longue, faisant 46 minutes au lieu des 40 habituelles. Ces 6 minutes ont été l'occasion pour Conan de remercier tous ceux grâce à qui il a eu la chance de faire le métier qu'il fait aujourd'hui, ses parents sans qui il ne serait pas là, son frère qui depuis 1993 n'a manqué aucune émission, et des personnes clés à NBC qui ont toujours cru en lui au moment où tout le monde voulait le sortir de l'antenne. Conan était au bord des larmes lors de ces dernières minutes.
Tout le public est reparti avec une pièce du décor, que Conan a lui-même cassé à l'aide d'une hache.

### Et l'histoire continue...
Du 23 février au 2 mars 2009, des rediffusions de l'émission ont comblé la case horaire 12:30 / 1:30.
Le 2 mars 2009, l'histoire du Late Night, talk-show mythique créé par David Letterman en 1982 et qui succède au Tonight Show, continue avec Jimmy Fallon qui a assuré la présentation de l'émission, rebaptisée pour l'occasion Late Night With Jimmy Fallon, jusqu'au 7 février 2014. Jimmy Fallon a succédé ensuite à Jay Leno à la présentation du Tonight Show à partir du 17 février. Depuis le 24 février 2014, c'est Seth Meyers, ancien comédien de Saturday Night Live, qui présente la nouvelle version du Late Night.
Conan O'Brien, après avoir passé la moitié de sa vie à New York, a déménagé à Los Angeles où il présenta à partir du 1er juin 2009 le Tonight Show. Malheureusement l'aventure ne durera pas longtemps car Jay Leno est rappelé à partir du 1er mars 2010, les audiences de Conan O'Brian n'étant pas satisfaisantes. Conan O'Brian ira présenter son nouveau Late Night sur la chaîne TBS.

## Émission

### Déroulement
Comme tous les talk shows américain, le Late Night avait un format de production de 45 minutes. Lors de l'enregistrement de l'émission, les caméras enregistrent sans coupure pendant une heure. Lors des pubs, le groupe joue pour le public et, lorsque l'invité était assez important, l'interview est prolongée. Mais ces passages là, exclusifs au public, sont coupés lors du montage pour respecter le format de l'émission.
On peut diviser chaque épisode du Late Night en six actes.
ACTE I - GENERIQUE, LE MONOLOGUE ET COMEDIEToutes les émissions commencent par le générique. Dans chaque générique apparait le nom des invités du jour, et ils sont annoncés par Joel Godard, qui annonce ensuite le nom de l'animateur, qui fait alors son entrée sous les applaudissements et les cris du public. Après chaque rituel (un saut, quelques grimaces, des jeux de mimes...) Conan O Brien commence son monologue dont le but est de se moquer de l'actualité et des derniers potins. Après environ ses cinq minutes de monologue, Conan introduit l'orchestre de l'émission qui joue alors le temps qu'il se rende à son bureau, d'où il présente le reste de l'émission et fait les interviews. Durant cinq nouvelles minutes, Conan fait des sketchs. Lors de certains de ses sketchs, on y retrouve la complicité des membres du groupe, du réalisateur, d'acteurs célèbres, d'animaux... Conan annonce ensuite le nom de l'invité qui sera le premier à être interviewé après la pub.
ACTE II - PREMIER INVITEConan annonce l'actualité de son premier invité avant de l'appeler. Celui-ci vient alors s'installer sur un des fauteuils près du bureau de l'animateur, et l'interview commence.
ACTE III - SEQUENCE DE COMEDIEAprès la publicité qui suit l'interview du premier invité, Conan fait à nouveau une courte (généralement de trois à quatre minutes) séquence de comédie. Généralement, il évoque des personnages ou des animaux qui sont devenus culte au fil des années. On peut citer notamment The Evil Puppy, The Masturbating Bear, The Walker, Texas Ranger Level... Assez souvent, cet acte fait participer le groupe, l'équipe de production, voire le public.
ACTE IV - DEUXIEME INVITEAprès la pub qui suit l'acte III, Conan annonce l'actualité de son nouvel invité avant de l'appeler. Puis l'interview commence. Le second interview est généralement moins long que le premier.
ACTE V - INVITE ARTISTIQUECet acte là est généralement le moment où un groupe, un chanteur, dont l'actualité fait qu'il se retrouve sur le devant de la scène (nouvel album, concert...), joue en direct son dernier titre. Parfois, l'invité se trouve être un comédien, un magicien... À la fin de la prestation, Conan remercie son/ses invité(s) et lance une nouvelle coupure publicitaire.
ACTE VI - GOODNIGHT + CREDITSC'est probablement l'acte le plus court de tous! Au retour de la pub, Conan remercie tous les invités qui sont passés le voir dans l'émission et rappelle leur actualité. Il annonce ensuite le programme d'après avant de dire « bonne nuit, au revoir et à demain » (où « à lundi » pour les émissions du vendredi). L'émission se termine par un générique, interprété tout comme celui du début, par les Max Weinberg Seven. L'écran se divise alors en deux, avec le plateau à gauche et le nom de l'équipe de production à droite. Souvent, le générique est pour l'émission l'occasion de remontrer un passage de comédie effectué lors de l'acte I ou III. Lorsque le show termine un peu plus tard, il n'y a pas de générique et l'émission se termine directement par le logo de la société de production de l'émission.

### Équipe
- Conan O'Brien : animateur
- Max Weinberg : chef de l'orchestre
- Andy Richter : coanimateur, de 1993 à 2000
- Joel Godard : annonceur

### Orchestre
Comme chaque émission de fin de soirée, le Late Night avait son propre orchestre, The Max Weinberg 7, dirigé par Max Weinberg.
- Max Weinberg : batterie
- Jimmy Vivino : guitare
- Jerry Vivino : saxophone
- Richie "LaBamba" Rosenberg : trombone
- Scott Healy : clavier
- Mike Merritt : guitare basse
- Mark Pender : trompette et guitare acoustique

Max Weinberg étant également le batteur de l' E-Street Band de Bruce Springsteen, il était parfois absent de l'émission pour participer à des tournées. À ces occasions, il était remplacé par James Wormworth. Le groupe était alors dirigé par Jimmy Vivino et était auparavant rebaptisé Jimmy Vivino and the 7. 
Le groupe a sorti un album éponyme en 2000.

### Tournage
Le show est enregistré à New York, au 30 Rockefeller Plaza et l'enregistrement commence soit à 16h30 (du lundi au jeudi) soit à 15h30 (pour l'émission du vendredi). Les tickets pour assister à l'enregistrement de l'émission sont gratuits pour les personnes de toutes les nationalités, âgées de 16 ans minimum.

## Émissions spéciales

### Conan O Brien et la Finlande: «In Finland, I'm a God!»
Lors d'une émission au début des années 2000, Conan s'est rendu compte que beaucoup de personnes du public qui assisté à l'émission venaient le voir directement de Finlande. Cherchant une raison à sa célébrité là-bas, il annonça à l'antenne en 2003 qu'il avait enfin résolu le problème. Il déclara ensuite que tout ce phénomène autour de lui en Finlande était dû à sa ressemblance avec la présidente de la Finlande, Tarja Halonen, alors en pleine campagne présidentielle.
Pendant quelque temps par la suite, il fit régulièrement lors de ses séquences de comédies allusion à ce pays et à sa présidente, s'amusant souvent à se mettre à côté d'une photo de la présidente pour que les téléspectateurs puissent voir à quel point la ressemblance était effrayante. Au cours d'une émission, Conan avait déclaré qu'il soutenait la présidente dans sa campagne et qu'il l'encourageait, non pas pour sa politique et ses idées, dont il ne savait rien, mais uniquement car il aimait avoir le même visage que celui d'un président.
Dans la même année, Conan posa pour la première fois le pied en Finlande, où une foule immense de personnes l'attendait près de l'aéroport tel une star hollywoodienne internationale. Il profita de ce moment pour rencontrer la présidente, Tarja Halonen, dont il filma l'interview pour le passer plus tard dans l'émission.

### Émission post 11 septembre
- À la suite des attentats du 11 septembre 2001, tous les Late Night Shows diffusés aux États-Unis se sont arrêtés pendant une semaine. Le 17 septembre, Conan revint à l'antenne.
- Contrairement à d'habitude, cette émission ne comportait pas de monologue. À l'arrivée de Conan sur le plateau, celui-ci avait rejoint immédiatement son bureau, sous les applaudissements du public qu'il félicita pour le soutien qu'il apportait à l'émission.
- Lors de cette émission, Conan ne fit pour la première fois aucun monologue, aucune comédie durant les 10 premières minutes. À la place, il fit un discours sur la façon dont il voyait les choses, les larmes aux yeux.
- Lors de cette émission, Conan a révélé qu'après les attentats qui ont frappé les deux tours du World Trade Center, il est allé prier à l'église et allumer un cierge, ce qu'il n'avait pas fait depuis 8 ans, c'est-à-dire depuis le moment où il avait reçu une réponse positive à sa demande de remplacement de David Letterman aux commandes du Late Night Show.
- Dès l'émission du 11 septembre, le décor de l'émission s'est vu modifié pour enlever les deux tours, et un rideau a été disposé sur celui-ci, non seulement en guise de mémoire aux victimes mais également pour montrer la fragilité des États-Unis.

### Horny Manatee
Par le passé, lors d'un sketch, Conan avait pour rigoler évoqué un site imaginaire « HornyManatee.com » (littéralement « Lamantine-en-Chaleur.com »). Plus tard, alors qu'il était l'invité  du Tonight Show de Jay Leno, il raconta qu'il avait été convoqué dans le bureau du directeur du Late Night à cause de ça. En effet, maintenant que ce site avait été évoqué sur ses ondes, NBC se devait de l'acheter car la chaine était devenue responsable de son contenu. Conan a donc révélé qu'ils avaient acheté ce domaine et qu'ils avaient donc pensé, plutôt que de l'acheter pour rien, à le remplir, et à proposer aux spectateurs d'y participer. Le site redirige aujourd'hui vers celui de NBC.